# Marmara, Turčija
Marmara je pokrajina v Turčiji, ki se nahaja ob Marmarskem morju. 

## Province
- Balıkesir (provinca)
- Bilecik (provinca)
- Bursa (provinca)
- Çanakkale (provinca)
- Edirne (provinca)
- İstanbul (provinca)
- Kırklareli (provinca)
- Kocaeli (provinca)
- Sakarya (provinca)
- Tekirdağ (provinca)
- Yalova (provinca)